# Lítiumion-akkumulátor

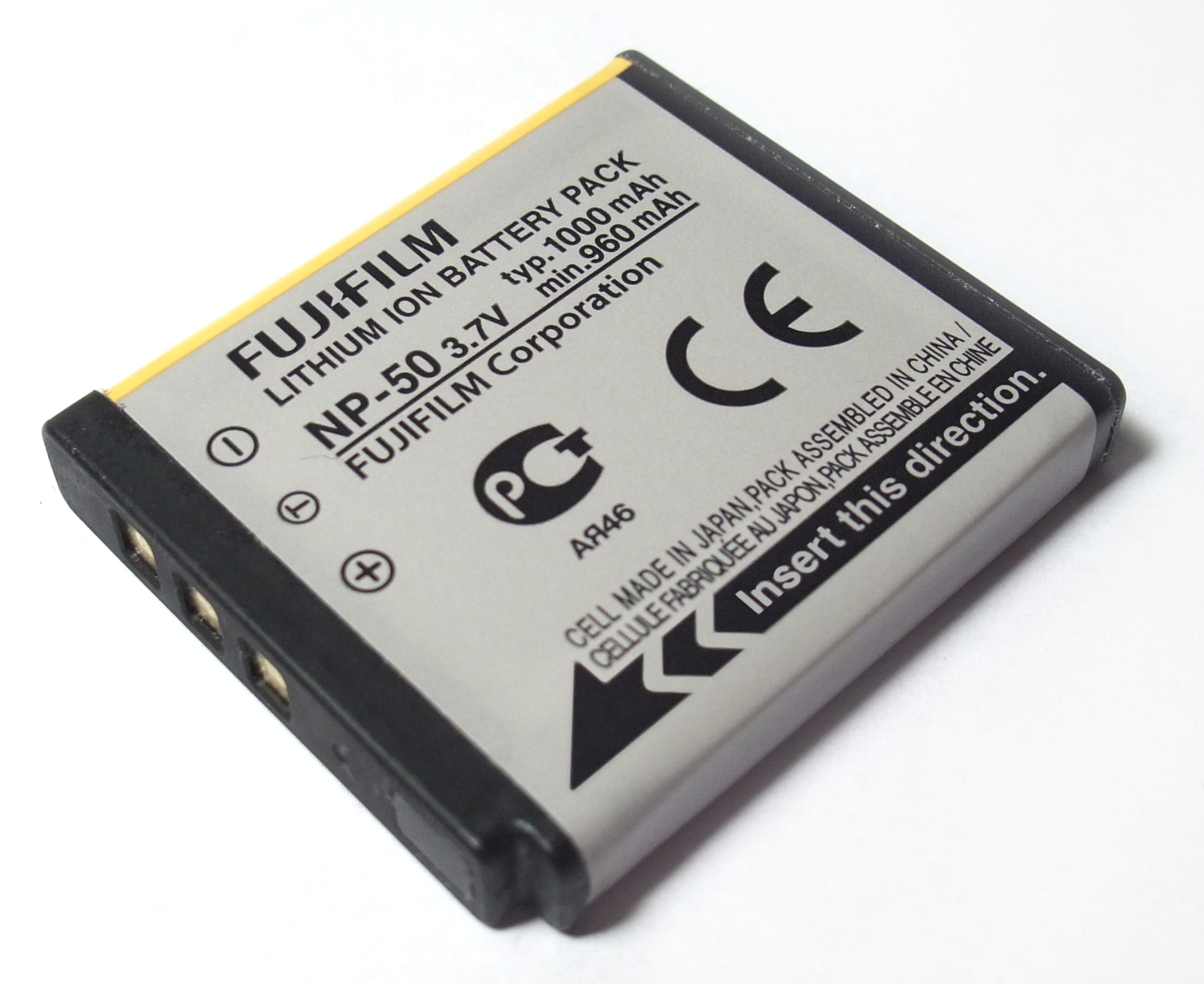
1000 mAh-s lítiumion-akkumulátor

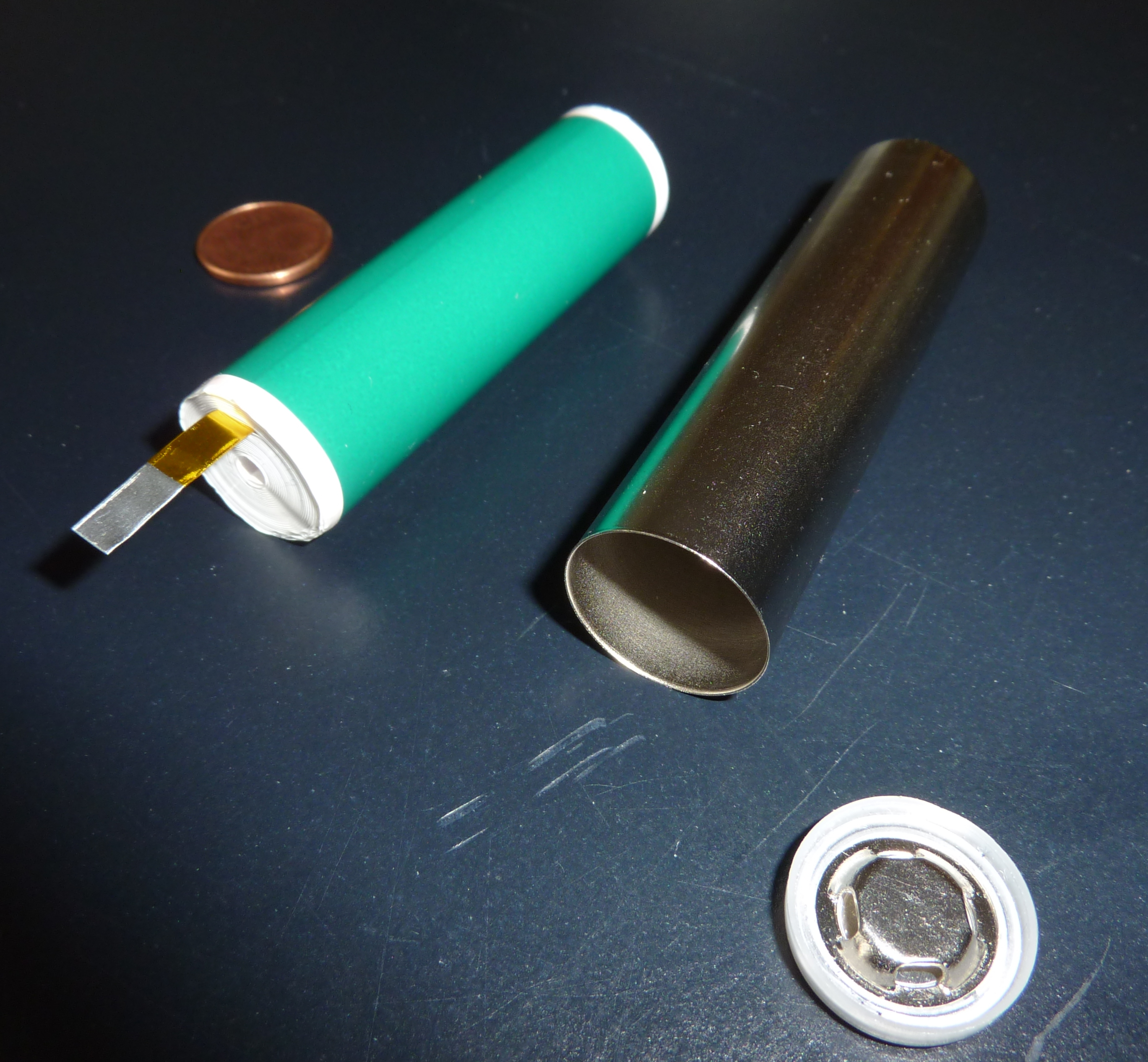
Hengeres cella zárás előtt (18650)

A lítiumion-akkumulátor vagy Li-ion-akkumulátor hordozható készülékekben történő használatra kifejlesztett villamosenergia-forrás.

## Felépítése
A lítiumion-technológia onnan kapta a nevét, hogy a töltés tárolásáról lítiumionok gondoskodnak, amelyek töltéskor a negatív, szénalapú elektródához, kisütéskor pedig a pozitív fém-oxid-elektródához vándorolnak. Az anódot és a katódot elválasztó elektrolit lítium-hexafluorofoszfát (LiPF6), vagy újabban a kevésbé korrodáló lítium-tetrafluoroborát (LiBF4), általában folyékony, szerves oldat formájában.
Az újratölthető lítiumion-akkumulátorok élettartama véges, a folyamat kémiai jellegéből adódóan: egy töltésciklust jelent, mikor az akkumulátor lemerül, tehát 100%-osan elhasználják a kapacitását. De ha félig lemerül az akkumulátor, és újratöltés után másnap ismét így tesz, akkor ez is egy töltésciklust jelent. Minden alkalommal, amikor elhasznál egy töltésciklust, kissé csökken az akkumulátor kapacitása. A notebookhoz készített Li-ion-akkumulátoroknak általában 300 teljes töltésciklus után már kevesebb mint 80%-os a kapacitásuk. A nagyobb autógyártóknak is csak bonyolult diagnosztikai eljárásokkal sikerül 8 év fölé tornászni a lítiumion-akkumulátorok életciklusát.

### Katódok
| Anyaga    | Átlagos fesz. | Fajlagos kapacitás |
| --------- | ------------- | ------------------ |
| LiCoO2    | 3,7 V         | 140 mAh/g          |
| LiMnO2    | 4,0 V         | 100 mAh/g          |
| LiFePO4   | 3,3 V         | 170 mAh/g          |
| Li2FePO4F | 3,6 V         | 115 mAh/g          |

## Története
A Li-ion-akkumulátor létrehozásával először M. S. Whittingham foglalkozott az 1970-es években. Ezek még költséges titán-szulfid-katódot és fémes lítiumanódot tartalmaztak. A fémes lítium kisebb üzemzavar hatására is hajlamos volt villámsebesen felforrósodni, és ez az akkumulátor felrobbanásához vagy elolvadásához vezetett.
A veszélyek ellenére több gyártó is belefogott a Li-ion-akkumulátorok fejlesztésébe, mivel ennek a típusnak a legnagyobb a kapacitása – a nikkel-kadmium (NiCd) akkumulátoroknak kétszerese – és cellafeszültsége. Használható formában a Bell Labsnél a nyolcvanas években sikerült ilyen akkumulátorokat előállítani grafitanód alkalmazásával.
Kereskedelmi bevezetését a John Goodenough által vezetett kutatócsoport munkája tette lehetővé, amely a katódot többrétegű lítium-kobalt-oxid (LiCoO2) anyaggal valósította meg. Erre alapozva az első lítiumion-akkumulátorokat a Sony jelentette meg 1991-ben.
1989-ben Arumugam Manthiram és John Goodenough kimutatta, hogy a polianiont – például szulfátot – tartalmazó katódok nagyobb feszültséget állítanak elő az oxidos változatoknál.
1996-ban Padhi és Goodenough megállapította, hogy a lítium-vas-foszfát (LiFePO4) és néhány rokon vegyülete is megfelelő katódnak.
2017. december 1-jén Dél-Ausztráliában megkezdte működését a világ eddigi legnagyobb, 100 MW teljesítményű, 129 MWh kapacitású lítium-ionos akkumulátora. Egy óriási szélerőmű-parkra csatlakozva szolgáltat megújuló energiát. A Tesla amerikai vállalat által készített óriás-akkumulátor üzembeállítása világpremiernek számít és folyamatos energiaellátást biztosít sok háztartás számára.

## Előnyei
- Mivel a lítium a legkönnyebb fém, így az ebből készült akkumulátorok sokkal könnyebbek a nikkelalapúaknál, és tartósabbak is.
- Nincs memóriaeffektus: egyáltalán nem képződnek kristályok az akkumulátorban, így nem kell gondot fordítani a rendszeres tréningeztetésre. Sőt a Li-ion-akkumulátoroknak nem is tesz jót, ha teljesen kisütik őket.
- A nikkel-metál-hidrid (Ni-MH) technológiához hasonlóan ezek az akkuk is nagyon kevés mérgező anyagot tartalmaznak.
- Lassan veszíti el a töltését.
- Mivel még a kimerült cella is képes legalább 3 V-ot szolgáltatni az 1-1,25 V-os NiCd-, illetve NiMH-akkumulátorokkal szemben (teljesen feltöltött állapotban mintegy 4 V a cellafeszültség), egyetlen cellával táplálható a legtöbb modern mobiltelefon.
- Az egyetlen cellából épített akkumulátor esetén nem kell számolni a rosszul párosított vagy gyári hibás cellákból eredő, valamint az egyenetlen elöregedés okozta problémákkal.

## Hátrányai
- Túltöltés vagy az ajánlottnál magasabb feszültséggel való töltés esetén hő fejlődik, ami az akku felrobbanásához is vezethet.[3]
- Az akkumulátornak védőáramkörökre van szüksége.
- Öregedési és elhasználódási probléma, hasonlóan a nikkelalapú akkumulátorokhoz (a 40% töltöttségi szint körüli, hideg (kb. 0 °C-os), száraz helyen való tárolás lassítja az öregedési folyamatot.)[4]

## Balesetek a gyártás során
2024. június 24-én robbanás történt és tűz ütött ki az Aricell cég lítiumakkumulátorokat gyártó üzemében, a dél-koreai Kjonggi tartomány Hvaszong városában, Szöultól kb. 45 km-re. A balesetben 22 ember vesztette életét, további tíz munkás megsérült. A balesetet néhány akkumulátor felrobbanása okozta. Dél-Korea a világ egyik vezető lítiumakkumulátort előállító országa.